# Hốt Tất Lai
Hốt Tất Lai (tiếng Trung: 忽必来) (sinh chưa rõ - mất 1211), cũng được gọi là Hổ Tất Lai, là một đại tướng của Mông Cổ Đại quốc, họ Bát Lỗ Thích, nổi tiếng là hùng dũng.

## Tiểu sử
Từ nhỏ Hốt Tất Lai cùng em trai là Hốt Đô Tư theo Thiết Mộc Chân (Thành Cát Tư Hãn), cùng tham gia chiến tranh thống nhất các bộ lạc Mông Cổ. Năm thứ 16 Thuần Hi Nhà Tống (1189), cùng phò tá Thiết Mộc Chân làm Mông Cổ Bộ Hãn, đảm nhận chức "Vân Đô Xích" (Bội Đao Thị Vệ). Năm thứ 2 Gia Thái (1202), nhận lệnh chỉnh đốn lại kỷ luật quân đội, trừng phạt những người vi phạm quân lệnh, tham ô tài sản của quân đội A Lặc Đàn, Hốt Sát Nhi, tịch thu tài sản do những người này tham ô. 4 năm sau, đảm nhiệm vị trí tiên phong, chinh phạt các bộ lạc man, uy danh lừng lẫy, ghi nhiều chiến công. Năm Khai Hỉ (开禧) thứ 2 (1206), Mông Cổ quốc thành lập, ông được phong làm Thiên Hộ Trưởng và tổng quản quân vụ Hãn quốc. Ông là một trong 10 đại công thần, cùng với Giả Lặc Miệt(者勒蔑)、Triết Biệt, Tốc Bất Đài (速不台) được gọi là tứ khuyển (四獒) hay tứ cẩu (四狗). Theo ghi chép của Sử Tập, ông quản lý 5 ngàn hộ trực thuộc con trai thứ năm của Thành Cát Tư Hãn tên là Khoát Liệt Kiên (nguyên văn: 其所辖千户隶属成吉思汗第五子阔列坚). Sau đó ông thống binh Tây chinh Hạp Thích Lỗ, năm Thành Cát Tư Hãn thứ 6 (1211), bắt tù trưởng bộ lạc Hạp Thích Lỗ A Nhi Tư Lan Hãn quy hàng, đưa ông ta đến sông Khiếp Lục Liên (ngày nay là sông Kerulen), 行宫朝觐 Thành Cát Tư Hãn.